# 耶律宗愿
耶律宗愿（1008年—1072年），契丹名耶律侯古，字讹里本。为辽朝皇子。《辽史·皇子表》记为辽圣宗的第六子，墓志称“仲子”。母亲耿淑仪。
开泰七年（1018年）五月，皇子耶律宗真封梁王，耶律宗元永清军节度使，耶律宗简右卫大将军，耶律宗愿左骁卫大将军，耶律宗伟右卫大将军。历任建雄军节度使，中京留守，北院大王，上京留守。重熙十七年（1048年），封饶乐郡王。咸雍年间，徙混同郡王。咸雍八年（1072年）在上京去世。
2001年，内蒙古自治区兴安盟公安局缴获耶律宗愿的墓志，证明《辽史》皇子表的耶律侯古就是本纪记载的耶律宗愿。

## 家庭
- 妻萧氏，封郑国夫人，先于耶律宗愿逝世
- 子耶律弘用，右领卫将军、检校工部尚书

## 資料
- 《辽史》圣宗本纪
- 《辽史》第六十四卷·皇子表